# Kai Holst
Pour les articles homonymes, voir Holst (homonymie).
Kai Holst, né le 24 février 1913 à Lillehammer et décédé le 27 juin 1945, a, durant la durant la Seconde Guerre mondiale fait partie de la résistance norvégienne . De l'automne 1942 à l'été 1943, il occupe un rôle majeur au sein du Milorg (abréviation de militær organisasjon, soit « organisation militaire »), le principal mouvement de la Résistance norvégienne, aux côtés de Jens Christian Hauge (en).

## Biographie
Fils de l'entrepreneur Christian Holst et de Inga Holst, née Rasmussen, tous deux originaire de Stavanger, Kai Holst grandit avec sa sœur, Else, à Lillehammer, dont il fréquente l'école primaire et le collège. À la suite d'un apprentissage, il devient pêcheur et travaille notamment, de 1930 à 1933, à bord du MS Brageland, au sein d'une entreprise de pêche norvégienne, Sydamerikalinjen, devenue aujourd'hui MS Daghild.
Il s'établit ensuite comme éleveur d'animaux à fourrure dans l'est de Lillehammer, à Mesnali (en). Il contracte alors la tuberculose, quelques mois seulement avant que ne démarre la Seconde Guerre mondiale.

### Entrée en résistance
Malgré sa santé fragile, Holst s'engage très vite dans la Résistance norvégienne, à la suite de l'invasion de la Norvège par l'Allemagne nazie, à l'issue de l'Opération Weserübung au printemps 1940. Il entre dans Milorg grâce à son beau-frère, Lars Heyerdahl-Larsen, en 1941. Rapidement, il gagne la réputation d'être un homme d'action efficace. Il est notamment à l'origine du réseau de passeurs de réfugiés norvégiens vers la Suisse, qu'il participe à établir en 1942. Il entretient des contacts proches avec certaines figures de Milorg, comme Ole Borge (en) et Jens Christian Hauge (en),, avec qui il partage notamment un appartement en 1942, avec le soutien de Margarete Corneliussen, qu'Holst épouse en 1944.
Bien qu'il n'ait jamais occupé une fonction exécutive au sein de Milorg et qu'il n'en est pas une tête pensante, Holst s'illustre à plusieurs reprises. Il organise notamment la fuite vers la Suède de Jomar Brun (en) et de sa femme et est à l'origine du recrutement de Bror With (en), l'un des membres emblématiques de Milorg puisque chargé de la gestion des armes. Son rôle s'accroit à partir de l'automne 1942, lorsque la Gestapo arrête la plupart des grandes figures du mouvement. Avec Hauge (en), il participe à la réorganisation de Milorg en décembre 1942,. Il joue alors un rôle important dans la communication avec les autres mouvements de la Résistance norvégienne, notamment avec les communistes. Le 20 mars 1943, il participe à la fusillade de la rue de Pilestredet (en), à Oslo, visant plusieurs représentants nazis,.

### Fin de vie
À l'été 1943, Hoslt est contraint de fuir vers la Suède. Le 5 août, il passe la frontière et est arrêté par les autorités suédoises. Il atteste alors fuir la Norvège pour rejoindre Londres et n'évoque à aucun moment son rôle au sein de Milorg. Il obtient le statut de réfugié et est conduit à Kjesäter (en), à l'époque camp de réfugiés norvégiens. Il rejoint ensuite Stockholm où il poursuit ses activités de résistant, ce qui est illégal en Suède, malgré la neutralité du pays.
Il épouse Margarete Corneliussen (no) le 14 décembre 1944, à Stockholm.
Kai Holst est retrouvé mort d'une balle dans la tête, le 27 juin 1945, un mois après la capitulation de l'Allemagne nazie. Même si l'affaire a d'abord été considérée comme un meurtre, la police suédoise conclut par un suicide, le revolver ayant servi se trouvant aux côtés de Holst lorsque son corps fut découvert. Cependant, plusieurs irrégularités ont été commises lors de la procédure d'enquête, comme l'absence de photographies ou de croquis concernant la scène de crime, le refus d'interroger certains témoins (seuls trois furent auditionnés) ou encore des défauts présents dans les procès-verbaux.
Il est enterré à Oslo, en Norvège.